# Frederick Warner
Frederick Edward Warner FRS, FREng (Greenwich, Londres, 31 de março de 1910 – 3 de julho de 2010) foi um engenheiro químico britânico.
Foi membro da Royal Society em 1976. Recebeu a Medalha Leverhulme de 1978 e a Medalha Buchanan de 1982. Foi fellow fundador da Royal Academy of Engineering.
Em 1986 Warner reuniu um grupo de especialistas, todos com idade acima de 65 anos, para visitar o reator danificado de Chernobil. Ao retornar à Inglaterra propôs a formação de uma força-tarefa permanente formada por cientistas mais velhos, que seria enviado para entrar em áreas contaminadas após acidentes nucleares graves para fazer avaliações de danos iniciais. Como resultado foi criado o Volunteers for Ionising Radiation (VIR) e incorporado nas disposições de emergência da Venerável Ordem de São João.
Warner morreu em 3 de julho de 2010 com a idade de 100 anos.